# Alexandre Sergueïevitch Alexandrov (peintre)
 (mars 2025).
Pour les articles homonymes, voir Aleksandar Aleksandrov.
Alexandre Sergueïevitch Alexandrov (en russe : Алекса́ндр Серге́евич Алекса́ндров), né le 1er mai 1953 à Rybinsk (alors appelée Chtcherbakov), dans l’Oblast de Iaroslavl, en RSFSR, est un artiste peintre, graphiste et émailleur russe. Il est également président de la section de l’oblast de Iaroslavl de l’Union des artistes de Russie (depuis 2011).
Alexandrov est lauréat de plusieurs distinctions, dont la médaille de l’Ordre du Mérite pour la Patrie de 2e classe (2021), et participe à de nombreuses expositions régionales, nationales et internationales. Son travail inclut la peinture de chevalet, la gravure, la technique de l’émail à chaud et la création de vitraux.

## Biographie
Alexandre Sergueïevitch Alexandrov naît le 1er mai 1953 à Rybinsk, dans une famille d’artistes : son père, Sergueï Vassilievitch Alexandrov, et sa mère, Tamara Ivanovna, ont tous deux étudié à l’école d’art de Iaroslavl.
De 1970 à 1975, il étudie à la faculté d’arts plastiques de l’Institut pédagogique d’État de Kostroma, nommé en l’honneur de N. A. Nekrassov. Parmi ses professeurs figurent F. I. Korabliov, A. P. Belykh et A. I. Bouzine. Il commence sa carrière artistique indépendante à partir de 1980.
En 1997, Alexandrov intègre l’Union des artistes de Russie. De 2000 à 2011, il siège au conseil d’administration (pravlenie) de la section de l’oblast de Iaroslavl de l’Union, en tant que vice-président. En 2011, il est élu président de cette section, fonction qu’il exerce toujours. Pendant sa carrière, il effectue plusieurs voyages d’étude et d’exposition (France, Allemagne, Luxembourg).

## Œuvre et style

### Peinture et graphisme
Le travail d’Alexandre Alexandrov s’inscrit principalement dans la tradition du paysage lyrique russe, nourri d’influences issues de l’impressionnisme national et teinté de sa propre sensibilité. Les critiques mettent en avant son usage expressif de la couleur, sa recherche de la lumière et son coup de pinceau énergique, qui peuvent osciller entre réalisme et aspects plus abstraits.

### Vitraux et travaux monumentaux
Outre la peinture et la gravure, Alexandrov réalise des œuvres monumentales en technique d’émail à chaud ou de vitrail. Parmi ses réalisations notables :
- Le projet et la direction de la création de l’iconostase de la chapelle Saint-Alexandre Nevsky dans la cathédrale Saint-Vladimir de Chersonèse (Sébastopol, 2003)[3].
- Un vitrail représentant Valentina Terechkova dans le nouveau planétarium de Iaroslavl (2010). Il s’agit d’une œuvre de grande envergure, composée de plus de 1 500 fragments de verre coloré selon la technique Tiffany, devenue une « carte de visite » du Centre culturel et éducatif portant le nom de Terechkova[6].

## Expositions personnelles
Alexandrov expose régulièrement en Russie (Iaroslavl, Moscou, Kostroma, Rybinsk, etc.) et à l’étranger (notamment en France). Parmi ses expositions personnelles récentes :
- 2017 : « À la recherche de l’harmonie » (galerie THK Art, Moscou)[7].
- 2017 : « Sur la route des jours » (galerie municipale de Kostroma)[8].
- 2018 : « Monologue » (musée-réserve de Rybinsk)[9].Tableaux de Alexandre Alexandrov

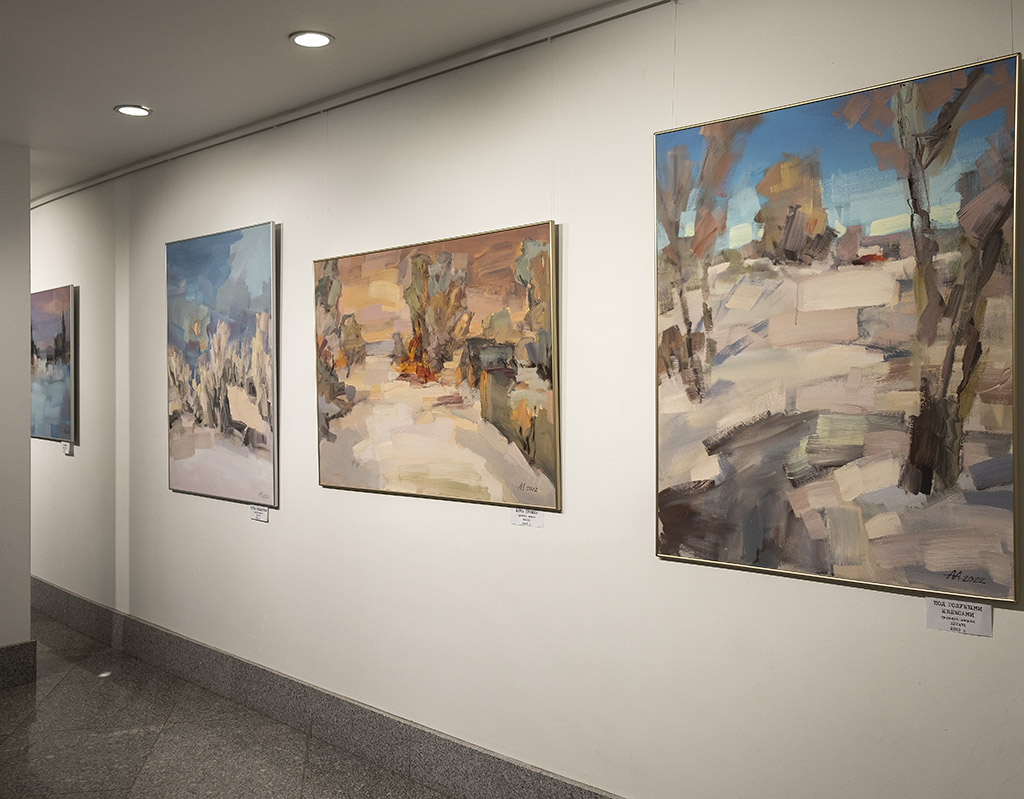
Tableaux de Alexandre Alexandrov

- 2018 : « Dialogue » (avec L. A. Malafeïevski, salle d’exposition centrale de la section de l’oblast de Iaroslavl de l’Union des artistes, Iaroslavl)[10].
- 2020 : « Instants de bonheur » (Galerie N. A. Nekrassov, village de Viatskoïe)[11].
- 2020 : « Le Printemps est à nouveau dans la rue » (KZC « Millenium », Iaroslavl)[12].
- 2022 : « J’aimerais aimer l’hiver… » (KZC « Millenium », Iaroslavl)[13].
- 2024 : « Illusions d’un rêve » (Galerie Moika104, Saint-Pétersbourg).

## Distinctions
- 2003, 2010 : Diplômes d’honneur du Département de la Culture de l’oblast de Iaroslavl[1]
- 2008 : Diplômes de l’Union des artistes de Russie (VTOO)Союз художников России  et de la section de l’oblast de Iaroslavl[1]
- 2011 : Lettre de remerciement de la mairie de Iaroslavl[3]
- 2013 : Médaille d’or « Doukhovnost. Traditsii. Masterstvo » décernée par l’Union des artistes de Russie[1]
- 2014 : Diplôme honorifique du gouverneur de l’oblast de Iaroslavl[1]
- 2015 : Remerciement de l’Union des artistes de Russie, et diplôme honorifique de la mairie de Iaroslavl[1]
- 2017 : Remerciement du Ministère de la Culture (Russie)[1]
- 2021 : Médaille de l’Ordre du Mérite pour la Patrie de 2e classe (décret présidentiel)[2]
- 2023 : Prix régional A. M. Opekouchine pour la série de peintures « Полюбил бы я зиму… »[1]
- 2023 : Médaille d’argent « Dostoïnomu » de l’Académie des beaux-arts de Russie (pour l’exposition « Полюбил бы я зиму… »)[1]

L’artiste s’implique activement dans des actions culturelles et associatives, soutient les jeunes créateurs et prend part à divers événements de promotion de l’art dans la région.

## Collections
Les œuvres d’Alexandre Alexandrov sont présentes dans plusieurs collections publiques et privées, notamment :  
- Le Musée des beaux-arts de Iaroslavl
- Le Musée-réserve historique, architectural et artistique d’État de Kostroma
- Le mémorial de la Gloire nommé d’après A. A. Kadyrov
- Plusieurs collections particulières en Russie, en France, en Allemagne, au Luxembourg, etc.